# Río Chuchjur
El río Chuchjur (en ruso: Чучхур) es un río del Gran Cáucaso en el distrito de Karacháyevsk de la república de Karacháyevo-Cherkesia del sur de Rusia, junto a la frontera con Georgia/Abjasia. Es un componente del Dombái-Ulguén, que lo es del Amanauz, componente del Teberdá que desemboca en el río Kubán.

## Curso

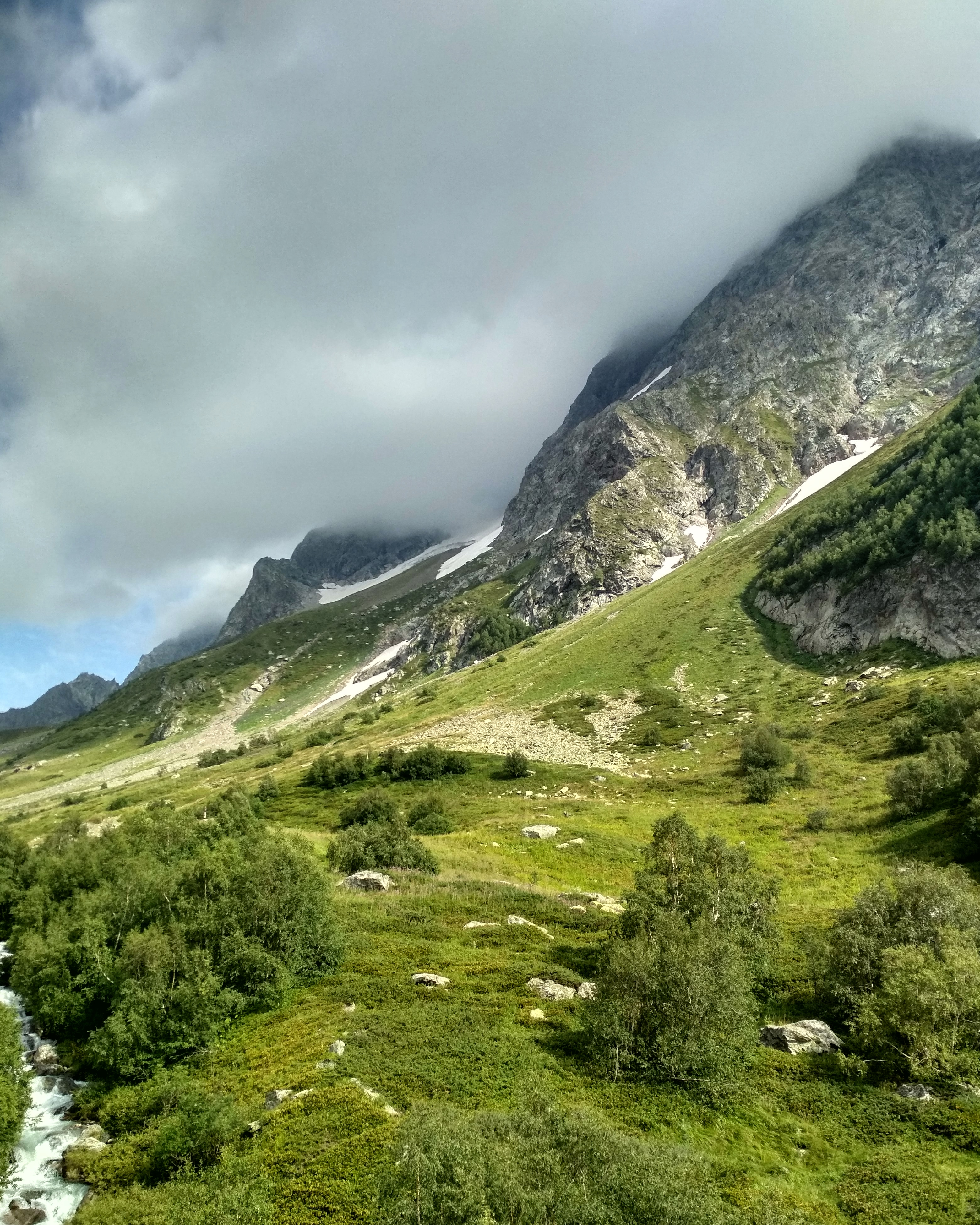
Glaciar Chuchjur.

El río nace del pequeño lago glacial Chuchjur, en la vertiente septentrional del pico Dombái (4406 m), junto al paso de Chuchjur hacia el valle del río Buulguén y el paso de Klujor. Su curso discurre ladera abajo, formando cascadas de interés turístico, en dirección oeste por 2.7 km hasta su confluencia con el Séverni Ptysh para formar el río Dombái-Ulguén (es el componente por la derecha).